# Kink 1600
De Kink 1600 is de laatste van een jaarlijkse lijst met de favoriete popnummers van de luisteraars van radiostation Kink FM. In eerdere jaren werden rond begin oktober de Kink 1111, 1212, 1300, 1400 en 1500 uitgezonden. De Kink 1600 bevat 1600 liedjes vanwege de 16de verjaardag van Kink FM, en werd uitgezonden van 19 tot en met 30 september 2011 overdag tussen 9 en 19 uur, behalve op de laatste uitzenddag. De nummer 1 werd na een lange afscheidsrede van zendermanager Jantien van Tol als laatste gedraaid op 1 oktober om 20 minuten na middernacht en alleen via Internet om 2 uur 's nachts. Omdat het radiostation per 1 oktober 2011 ophield te bestaan, was de nummer 1 uit de lijst ook het laatste nummer dat gedraaid werd op Kink FM. Het laatste half uur van de Kink 1600 en daarmee van Kink FM werd integraal uitgezonden door Rob Stenders op 3FM.
De Kink 1600 is net als haar voorgangers een lijst met alternatieve muziek. Klassieke allertijdennummers als Bohemian Rhapsody van Queen en Hotel California van de Eagles ontbreken. Luisteraars van Kink FM konden alleen kiezen uit voorgeselecteerde nummers.

## Top 10
De Top 10 van de Kink 1600 werd pas op de laatste uitzenddag 30 september bekendgemaakt:
| Plaats | Artiest                 | Titel                   | 2010 | 2009 | 2008 | 2007 | 2006 |
| ------ | ----------------------- | ----------------------- | ---- | ---- | ---- | ---- | ---- |
| 1      | Pearl Jam               | Black                   | 1    | 1    | 1    | 1    | 2    |
| 2      | Radiohead               | Paranoid Android        | 2    | 4    | 2    | 2    | 1    |
| 3      | The Cure                | A Forest                | 3    | 3    | 7    | 6    | 4    |
| 4      | Foo Fighters            | Everlong                | 6    | 7    | 15   | 34   | 44   |
| 5      | Muse                    | Knights of Cydonia      | 8    | 13   | 77   | 110  | -    |
| 6      | Nirvana                 | Smells Like Teen Spirit | 4    | 6    | 3    | 3    | 3    |
| 7      | Metallica               | One                     | 5    | 2    | 4    | 5    | 5    |
| 8      | Joy Division            | Love Will Tear Us Apart | 11   | 11   | 8    | 4    | 7    |
| 9      | Queens of the Stone Age | No One Knows            | 10   | 10   | 9    | 15   | 14   |
| 10     | Marc Almond             | Tears Run Rings         | 18   | 968  | 907  | 1068 | 573  |

Vergeleken met de Kink 1500 van 2010 zijn Hallelujah van Jeff Buckley en Enjoy the Silence van Depeche Mode uit de Top 10 verdwenen. Knights of Cydonia van Muse werd pas in 2006 uitgebracht. Tears Run Rings van Marc Almond was het favoriete nummer van Arjen Grolleman, de begin 2010 overleden zendermanager van Kink FM.

## Artiesten
De volgende artiesten staan met 10 of meer nummers in de Kink 1600. In totaal staan er 570 unieke artiesten in de lijst.
| Artiest                 | Favoriete nummer                      | Aantal nummers |
| ----------------------- | ------------------------------------- | -------------- |
| Radiohead               | Paranoid Android                      | 19             |
| Coldplay                | Fix You                               | 17             |
| Muse                    | Knights of Cydonia                    | 17             |
| U2                      | One                                   | 17             |
| Foo Fighters            | Everlong                              | 16             |
| Placebo                 | The Bitter End                        | 16             |
| David Bowie             | Heroes                                | 15             |
| Red Hot Chili Peppers   | Under the Bridge                      | 15             |
| Pearl Jam               | Black                                 | 13             |
| R.E.M.                  | The One I Love                        | 13             |
| Arctic Monkeys          | I Bet You Look Good on the Dancefloor | 12             |
| Depeche Mode            | Enjoy the Silence                     | 12             |
| Editors                 | Smokers Outside the Hospital Doors    | 12             |
| Metallica               | One                                   | 12             |
| The Cure                | A Forest                              | 11             |
| dEUS                    | Suds & Soda                           | 11             |
| Green Day               | Basket Case                           | 11             |
| The Beatles             | A Day In The Life                     | 10             |
| Bloc Party              | Banquet                               | 10             |
| Bruce Springsteen       | Born to Run                           | 10             |
| Kings of Leon           | Sex on Fire                           | 10             |
| Queens of the Stone Age | No One Knows                          | 10             |
| The Smashing Pumpkins   | Disarm                                | 10             |
| The Smiths              | There Is A Light That Never Goes Out  | 10             |